# Otto Preminger
Otto Preminger (ur. 5 grudnia 1905 w Wyżnicy, zm. 23 kwietnia 1986 w Nowym Jorku) – amerykański reżyser i producent filmowy pochodzenia żydowskiego.

## Życiorys
Preminger urodził się w Wyżnicy w znanej żydowskiej rodzinie prawniczej. Jego ojciec był cesarsko-królewskim prokuratorem. Zarówno Otto, jak i jego brat Ingo studiowali prawo na uniwersytecie w Wiedniu.
Przed emigracją do USA pracował z Maxem Reinhardtem. W 1931 zrealizował pierwszy film Symfonia serc. W 1935 przeniósł się do Nowego Jorku – na trzy lata przed Anschlussem Austrii (Otto Preminger był austriackim Żydem).
Od 1936 w Hollywood. Kręcił filmy Pod twoim urokiem (1936) i Niebezpieczeństwo – miłość (1937). Powracał na kilka lat do pracy w teatrze. Od 1948 na stałe w Hollywood. Współpracował z Ernstem Lubitschem. Realizował wiele filmów: Rzeka bez powrotu (1954), Złotoręki (1955), Święta Joanna (1959).
Z jego reżyserskiego dorobku do dziś najwyżej ceniony jest film Anatomia morderstwa (1959). Obraz otrzymał siedem nominacji do Oscara, cztery do Złotego Globu i trzy do nagrody BAFTA (we wszystkich przypadkach nominowano między innymi Premingera za najlepszy film lub reżyserię), ale ostatecznie ani jednej z tych nagród film nie zdobył.
Kasowe sukcesy odniosły obrazy Witaj, smutku (1958) (na podstawie powieści Françoise Sagan), Exodus (1960), Czynnik ludzki (1979) (na podstawie powieści Grahama Greene’a).
Zasiadał w jury konkursu głównego na 9. MFF w Cannes (1956).
W filmie biograficznym Trumbo (2015) w rolę Premingera wcielił się Christian Berkel.